# Pueblo vilela

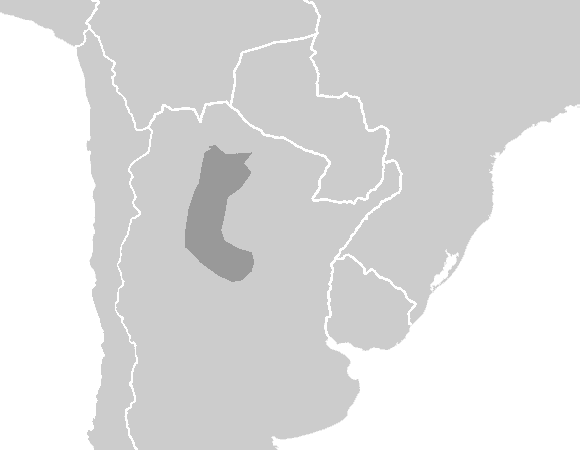
Territorio aproximado de las lenguas lule-vilela.

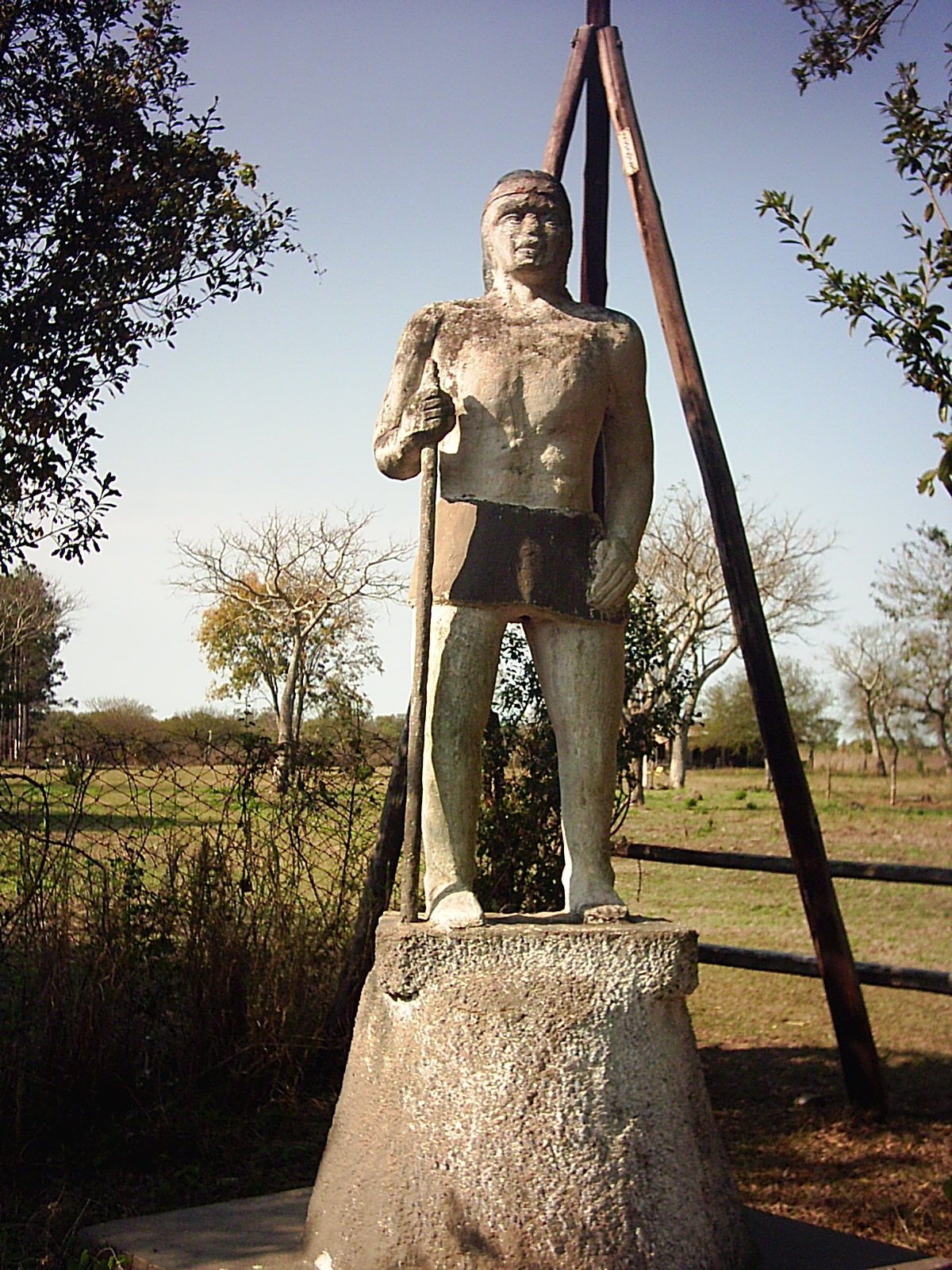
Estatua del cacique Leoncito, insertada en los años 1960 en el predio que aloja la capilla de San Buenaventura del Monte Alto.

Los vilelas son un pueblo indígena de Argentina cuyos escasos descendientes viven actualmente en las provincias del Chaco y Santiago del Estero, junto con pequeños grupos emigrados a Rosario y el Gran Buenos Aires. En la provincia del Chaco los vilelas no están organizados y grupos familiares conviven en comunidades del pueblo qom como Pampa del Indio o qom y mocoví como la Colonia Aborigen Chaco. También en áreas rurales y en la periferia de ciudades como Resistencia, Presidencia Roque Sáenz Peña, Machagai y Quitilipi. En la provincia de Santiago del Estero los vilelas viven en comunidades propias o conjuntas con el pueblo lule y hablan el quichua santiagueño desde la época colonial española.

## Características
Para autodenominarse los vilelas usaron el nombre uakambalelté o waqha-umbael-te que significa "los que hablan waqha". El idioma de los vilelas, llamado waqha se subdividía en tres dialectos, chinipi, sinipi (o shinpi) y ocol que es el único sobreviviente actual con unos pocos hablantes.
Junto con la etnia afín y vecina de los lules los vilelas integraban el complejo cultural lule-vilela y tenían características intermedias, no definidamente pámpidos, huárpidos, ni ándidos. Habían incorporados algunas costumbres sedentarias debido al intercambio cultural con los pueblos andinos.
Eran altos y delgados. Los hombres andaban desnudos o usaban una especie de pollera de plumas de avestruz y las mujeres se cubrían con una especie de delantal tejido con fibra gruesa de chaguar. Usaban el pelo largo y sólo se lo cortaban en caso de luto o de enfermedad. Se perforaban las orejas para colgarse de ellas hilos de diversos colores. En las celebraciones, los hombres se pintaban el cuerpo con manchas como el tigre y las mujeres se coloreaban la cara de rojo y negro.
Eran nómades y vivían de la caza, de la pesca y de la recolección de frutos y raíces silvestres. Cazaban principalmente el pecarí (o "chancho de monte") del que utilizaban la carne y el cuero y recolectaban algarroba que les servía de alimento y con la que fabricaban una bebida fermentada llamada chicha. También recogían de los árboles la miel silvestre o "miel de palo" que les era útil no sólo como alimento, sino para elaborar el guarapo, bebida embriagadora. Sus armas eran el arco, la flecha, la lanza y la macana. Eran de carácter alegre, cantaban y bailaban con frecuencia. Realizaban fiestas y ceremonias en las que bebían copiosamente hasta emborracharse.

## Historia
Hacia el siglo XV estaban establecidos en el área chaqueña occidental entre los ríos Bermejo y Salado, al noreste de la Tucumán, norte de la de Santiago del Estero, sudeste de la provincia de Salta y el noroeste de la provincia del Chaco. 
Tras la conquista española del Tucumán parte de los vilelas fueron encomendados con los lules en el siglo XVI sin diferenciarlos de ellos en las ciudades de Salta, Esteco y San Miguel de Tucumán. Según el jesuita fray Francisco Jarque (1636-1691), la aparición de los vilelas se debió a grupos lules que escaparon de las encomiendas:

(...) los Belelas tuvieron su origen de indios ya cristianos que (...) huyéndose de la tierra de españoles, por no servirles, se alejaron entre infieles a aquel paraje donde sus descendientes, aunque infieles, se conservan con algunas costumbres de cristianos (...) cultivando la tierra y criando ovejas para sustentarse (...)

Pedro Lozano dice:

Caminando por el río Grande o Bermejo al oriente, después de la nación de los Malbalaes, se signen las naciones Tequet, Chunipí, Guamalca, Yucunampa, Velela (...) El día de hoy son amigos de los Españoles, especialmente los Chunupies, con quien por mandato del gobernador don Esteban de Urizar estableció paces el año de 1710, el maestre de campo don Juan de Elizondo, dejándoles cartas por donde constase de su amistad, con orden de que si llegasen otros Españoles a hacerles guerra, se las mostrasen, como ellos lo ejecutan. Antiguamente hubo grande fama, de que en las tierras de estas cinco naciones había una población muy grande, que tenía seis leguas de largo, a las márgenes del Bermejo, a la cual llamaban Ococolot, de la cual hace mención el licenciado Luis de Vega en su Descripción del Chaco, y de ella deponían uniformes las muchas naciones de indios, que acudían a la ciudad de Santiago de Guadalcázar, según consta por una información jurídica que allí se hizo el año de 1630. En busca de este gran pueblo de Ococolot salió de Guadalcázar por julio de 1630, el gobernador Martín de Ledesma Valderrama (...)

Los vilelas aparecieron recién en las crónicas españolas luego de la expedición al Chaco del gobernador Ángel de Peredo a mediados del siglo XVII. En el siglo XVIII los vilelas aparecen asentados sobre ambas márgenes del curso superior del río Bermejo. Según Salvador Canals Frau los vilelas no acompañaron a los lules en su desplazamiento hacia el oeste y el sur, permaneciendo en el área que confinaba con los matacos. En 1716 el rey Felipe V confió a los jesuitas la evangelización del Chaco Gualamba:

Tiene resuelto y mandado (su Majestad) de que los de la Compañía de dicha provincia, se encarguen de las misiones y reducciones, no sólo de los indios mocobíes, malbalaes, ojotas, chunupíes, vilelas, tobas, isistinés y otras naciones pacificadas en la provincia del Chaco por el gobernador del Tucumán don Esteban de Urízar, sino de las demás parcialidades de innumerables infieles que en aquel intermedio de dicha provincia del Chaco habitan, para formar poblaciones como las del Paraguay.

Un acta capitular de Santiago del Estero del 21 de julio de 1734 menciona la aparición de vilelas sobre el río Salado. En 1735 el obispo del Tucumán José Antonio Gutiérrez de Ceballos envió al sacerdote Joseph Theodoro Bravo a fundar la reducción de San José a orillas del Salado cerca de Matará, a solicitud de los vilelas. La misión tuvo originalmente 300 vilelas y posteriormente se incorporaron grupos yeconoampas y pasaínes llegando a 1500 habitantes. Luego del fallecimiento de Bravo en 1748 la misión fue casi abandonada y para 1750 se había reducido a 250 habitantes debido a la viruela, la carga laboral en la ciudad de Santiago del Estero y a la fuga. Los tobas la incendiaron en 1756 matando al padre Francisco Ugalde. El obispo Pedro Miguel de Argandoña solicitó que la continuaran los jesuitas y en julio de 1761 quedó a cargo el jesuita Martín Bravo y fue reconstruida como San José de Vilelas. En 1762 fue trasladada a la margen izquierda del Salado con el nombre de San José de las Petacas para evitar inundaciones, contando con 416 vilelas. Luego de que los jesuitas fueran expulsados de la misión el 20 de julio de 1767 sus 656 habitantes se dispersaron hacia 1780.
Los padres de la Compañía de Jesús José Jolís y Roque Gorostiza emprendieron solos una expedición al Chaco retornando con muchos chunupíes, passaines, ocoles, vacoas, vilelas y atalalas con los que fundaron reducciones.
- Nuestra Señora del Pilar o Nuestra Señora de la Columna, fue fundada en 1762 en Macapillo a orillas del Salado, 7 leguas al sur del Fuerte de Pitos en la provincia de Salta, como resultado de una entrada militar al Chaco. Sus habitantes eran originalmente 600 pasaínes, atalalás, sivinipis y chunupíes, mientras que 350 vilelas y uacaás fueron incorporados a la misión de San José en Petacas. En 1767 tenía 200 habitantes.
- Nuestra Señora del Buen Consejo o San Joaquín de Ortega, fue fundada en 1763 en Ortega a orillas del Salado, cerca de la misión Nuestra Señora del Pilar en Salta, con vilelas de las bandas de omoampas y chunupíes, pero estos escaparon poco después. En 1767 tenía 200 habitantes.
- Nuestra Señora de la Paz o Valtoleme, fundada en 1762 por Gorostiza en jurisdicción de Santiago del Estero a orillas del Salado, pero abandonada poco después.

Los misioneros jesuitas agrupan como vilelas a parcialidades que hablaban una lengua común y que denominaron: vilelas, chunupíes, pasaínes, atalalás, uacaás, ocoles, ipás, yecoanitas, yoocs o guamalcas, malbalás, sivinipís, omoampas y yeconoampas. No se conoce que hayan tenido liderazgos nacionales.
Al tiempo de la expulsión de los jesuitas en 1767-1768 las tres reducciones existentes tenían unos 1000 habitantes en total, calculando el padre Lorenzo Hervás que otros 1000 vilelas se hallaban en los bosques del Bermejo. En 1767 unos 100 vilelas fueron asentados en La Cangayé en el interior del Chaco.
A ambos lados del curso medio del Bermejo los encontraron los exploradores fluviales de fines del siglo XVIII hasta mediados del XIX. Durante los siglos XVII y XVIII, los guaicurúes domesticaron exitosamente el caballo (que algunas parcialidades vilelas también incorporaron), utilizándolo para la caza, el transporte y la guerra, con lo que lograron una cierta expansión de su área de influencia. En consecuencia, gran parte de los vilelas se trasladaron más al este, llegando hasta el río Paraná en el área de Corrientes y de Resistencia. Para entonces las fuentes solo mencionan la existencia de las bandas vilela, ocol, chunupí y senepí. Según Samuel Lafone Quevedo otras bandas vilelas permanecieron en el área del Bermejo o se dirigieron al noroeste integrándose en comunidades wichís en la provincia de Salta.
Cuando se produjo la invasión paraguaya de Corrientes de 1865 los soldados paraguayos asesinaron a un número de chunupíes en esa ciudad a causa de que habían socorrido con víveres a barcos argentinos. El cacique vilela Leoncito vivía en el paraje La Cangayé en 1855 cuando el capitán Lavarello llegó al lugar y lo sumó a su expedición sobre el río Bermejo. Luego se estableció en las cercanías del paraje San Fernando, colaborando con expedicionarios en 1864 y con los franciscanos que fundaron la misión de San Buenaventura del Monte Alto, lugan en donde vivió hasta 1872 cuando la misión fue abandonada. En 1875 fue firmado un convenio entre una comisión exploradora del Chaco del Gobierno Nacional argentino y el cacique Leoncito, colaborando este en el trazado de colonias. A fines de 1875 y principios de 1876 Leoncito y el cacique qom Cambá atacaron obrajes y fueron combatidos por el gobernador coronel Uriburu. El 25 de abril de 1876 atacaron San Fernando del Río Negro y fueron rechazados dejando muchos muertos y heridos, por lo que el 25 de julio de 1876 se sometió con los 35 remanentes de su tribu. Uriburu les asignó tierras en la desembocadura del riacho Iné, a cuatro leguas de Resistencia, pero Leoncito murió pocos meses después a manos del cacique qom Cañá-Gachí.
Durante la Conquista del Chaco argentino (1879-1899) los vilelas no aparecen mencionados en los partes militares. En 1910 Antonio de Llamas escribió que en 1890 visitó un asentamiento de vilelas y sinipís en la gobernación del Chaco, quienes conservaban su idioma y se autodenominaban uakambabelté. Posteriormente los vilelas del Chaco dejaron de tener un cacique en la década de 1950 y se invisibilizaron en la población criolla e indígena.

## En la actualidad
Debido a la asimilación cultural, en la provincia del Chaco los vilelas prácticamente ya no hablan su lengua original, sino que la han reemplazado por el idioma español y ocasionalmente por la lengua qom. En Santiago del Estero hablan el quichua santiagueño.
La Encuesta Complementaria de Pueblos Indígenas (ECPI) 2004-2005, complementaria del Censo Nacional de Población, Hogares y Viviendas 2001 de Argentina no registró al pueblo vilela. El Censo Nacional de Población de 2010 en Argentina reveló la existencia de 519 personas que se autoreconocieron como vilelas en todo el país, 359 de los cuales en la provincia de Santiago del Estero.
Datos importantes de la historia de los pueblos vilelas están plasmados en la obra de 5 tomos Historia sagrada del pueblo qom en el país chaqueño, del escritor argentino Flavio Dalostto. En 2010 se han publicado los tomos 1 y 2 de la colección, proyectándose la edición del resto se realizaría para el año 2011.
Desde 1995 el Instituto Nacional de Asuntos Indígenas (INAI) comenzó a reconocer personería jurídica mediante inscripción en el Registro Nacional de Comunidades Indígenas (Renaci) a comunidades indígenas de Argentina, entre ellas a 6 comunidades vilelas y 6 lule-vilelas de Santiago del Estero:
Comunidades vilelas
- Comunidad Indígena Vilela de Santo Domingo (en el departamento Moreno) el 8 de mayo de 2003
- Comunidad del Pueblo Originario Vilela de Pampa Pozo Lote 110 (en el departamento Juan Felipe Ibarra) el 17 de mayo de 2007
- Comunidad Vilela de Tres Leones (en el departamento Moreno) el 27 de agosto de 2007
- Comunidad Campesina Indígena Vilela de Alhuampa (en el departamento Moreno) el 26 de mayo de 2011
- Comunidad Indígena de Pampa Vilela (en el departamento Moreno) el 26 de mayo de 2011
- Comunidad Indígena Vilela de Rincón del Saladillo (en el departamento Juan Felipe Ibarra) el 22 de junio de 2011

Comunidades lule-vilelas
- Comunidad El Retiro (en el departamento Copo) el 8 de agosto de 2005
- Comunidad Lule Vilela Tusca Bajada (en el departamento Pellegrini) el 8 de agosto de 2005
- Comunidad Lule Vilela La Soledad y Villa Estela (en el departamento Pellegrini) el 25 de octubre de 2007
- Comunidad Indígena Lule Vilela de Corral Quemado (en el departamento Copo) el 26 de marzo de 2009
- Comunidad Ashka Kaicu del Pueblo Lule Vilela (en el departamento Figueroa) el 15 de diciembre de 2010
- Comunidad Lule Vilela La Armonía (en el departamento Copo) el 28 de abril de 2010

La Comunidad Lule Vilela Sin Fronteras de Santiago del Estero fue reconocida en el marco del Programa de Relevamiento Territorial de Comunidades Indígenas el 26 de marzo de 2015.
En la provincia del Chaco existen familias vilelas en El Colchón, Miraflores, Pampa del Indio, Presidencia Roque Sáenz Peña, Quitilipi, Machagai, Colonia Aborigen Chaco, San Bernardo, Villa Berthet, Puerto Vilelas, Resistencia y Las Palmas.